# Anapistula seychellensis
Espèce
Statut de conservation UICN

 EN B1ab(iii)+2ab(iii) : En danger
Anapistula seychellensis est une espèce d'araignées aranéomorphes de la famille des Symphytognathidae.

## Distribution
Cette espèce est endémique des Seychelles. Elle se rencontre à Praslin, à Silhouette et à Curieuse.

## Description
La femelle holotype mesure 0,64 mm.

## Étymologie
Son nom d'espèce, composé de seychell[es] et du suffixe latin -ensis, « qui vit dans, qui habite », lui a été donné en référence au lieu de sa découverte, les Seychelles.

## Publication originale
- Saaristo, 1996 : Symphytognathidae (Arachnida, Araneae), a new spider family for the granitic islands of Seychelles. Phelsuma, vol. 4, p. 53-56.